# Championnats d'Europe de gymnastique artistique féminine 1983
Navigation
Édition précédente Édition suivante
Le 14e championnat d'Europe de gymnastique artistique féminine s'est déroulé à Göteborg en 1983.

## Résultats

### Concours général individuel
| Rang               | Gymnaste              | Total |
| ------------------ | --------------------- | ----- |
| Médaille d'or      | Olga Bitcherova (URS) |       |
| Médaille d'argent  | Lavinia Agache (ROU)  |       |
| Médaille de bronze | Albina Shishova (URS) |       |
| Médaille de bronze | Ecaterina Szabo (ROU) |       |

### Finales par engins

#### Saut
| Rang               | Gymnaste                | Total |
| ------------------ | ----------------------- | ----- |
| Médaille d'or      | Olga Bitcherova (URS)   |       |
| Médaille d'argent  | Ecaterina Szabo (ROU)   |       |
| Médaille de bronze | Lavinia Agache (ROU)    |       |
| Médaille de bronze | Boriana Stojanova (BUL) |       |

#### Barres asymétriques
| Rang               | Gymnaste              | Total |
| ------------------ | --------------------- | ----- |
| Médaille d'or      | Ecaterina Szabo (ROU) |       |
| Médaille d'argent  | Lavinia Agache (ROU)  |       |
| Médaille de bronze | Jana Labaková (TCH)   |       |

#### Poutre
| Rang               | Gymnaste               | Total |
| ------------------ | ---------------------- | ----- |
| Médaille d'or      | Lavinia Agache (ROU)   |       |
| Médaille d'argent  | Astrid Heese (GDR)     |       |
| Médaille de bronze | Mihaela Stanulet (ROU) |       |

#### Sol
| Rang               | Gymnaste                | Total |
| ------------------ | ----------------------- | ----- |
| Médaille d'or      | Olga Bitcherova (URS)   |       |
| Médaille d'or      | Ecaterina Szabo (ROU)   |       |
| Médaille de bronze | Boriana Stojanova (BUL) |       |

## Tableau des médailles
| 1 | {{country data {{{1}}} | Pays/callback | name = | variant= | size= }} | ? | ? | ? | ? |
| 2 | {{country data {{{1}}} | Pays/callback | name = | variant= | size= }} | ? | ? | ? | ? |
| 3 | {{country data {{{1}}} | Pays/callback | name = | variant= | size= }} | ? | ? | ? | ? |
| 4 | {{country data {{{1}}} | Pays/callback | name = | variant= | size= }} | ? | ? | ? | ? |
| 5 | {{country data {{{1}}} | Pays/callback | name = | variant= | size= }} | ? | ? | ? | ? |
| 6 | {{country data {{{1}}} | Pays/callback | name = | variant= | size= }} | ? | ? | ? | ? |
| 7 | {{country data {{{1}}} | Pays/callback | name = | variant= | size= }} | ? | ? | ? | ? |
| 8 | {{country data {{{1}}} | Pays/callback | name = | variant= | size= }} | ? | ? | ? | ? |